# 鶴居站
鶴居站（日语：／ Tsurui eki */?）是位於兵庫縣神崎郡市川町鶴居字檜戸27番2號，西日本旅客鐵道（JR西日本）的播但線車站。

## 歷史
- 1894年（明治27年）7月26日 - 播但鐵道（日语：播但鉄道）姬路站至寺前站之間開通，此站啟用[1]。開始提供旅客和貨運服務。
  - 當時車站地址為兵庫縣神西郡鶴居村（日语：鶴居村 (兵庫県)）鶴居字檜戶。
- 1896年（明治29年）4月1日 - 隨著神崎郡成立，車站地址變為兵庫縣神崎郡鶴居村鶴居字檜戶。
- 1903年（明治36年）6月1日 - 播但鐵道轉讓營業權至山陽鐵道，成為山陽鐵道車站。
- 1906年（明治39年）12月1日 - 根據鐵道國有法（日语：鉄道国有法），山陽鐵道被國有化，成為官設鐵道車站。
- 1909年（明治42年）10月12日 - 制定路線名稱，此站成為播但線車站。
- 1955年（昭和30年）7月25日 - 隨著市川町成立，車站地址變為現時地址。
- 1973年（昭和48年）4月1日 - 結束貨物起卸業務。
- 1987年（昭和62年）4月1日 - 伴隨國鐵分割民營化，車站由西日本旅客鐵道（JR西日本）營運。
- 1991年（平成3年）4月1日 - 成為無人車站。
- 2016年（平成28年）3月26日 - 此站可使用IC卡「ICOCA」[2]。站內設置了IC卡專用簡易閘機。

## 車站構造
車站是一座地面車站，設有2面2線的相對式月台，可進行列車交會。與香呂站相同，車站大樓在車站啟用時已經存在。
車站大樓位於1號月台側，兩月台之間設有跨線橋連接。1號月台為上下行本線，2號月台為上下行本線與一線通過結構。通過列車及不用列車交會的兩方向列車會使用1號月台。2號月台只用作當寺前方向的列車進行列車交會時使用。在1998年10月3日時間表修正時，此站設有折返列車班次。
此站是由福崎站管理的無人車站。車站大樓內設有直立式自動售票機。此站沒有自動閘機，但是設有IC卡專用簡易閘機。

### 月台
| 月台 | 路線   | 上下行 | 方向             | 備註                       |
| ---- | ------ | ------ | ---------------- | -------------------------- |
| 1    | 播但線 | 上行   | 福崎、姬路方向   |                            |
| 1    | 播但線 | 下行   | 寺前、和田山方向 | 原則上使用此月台           |
| 2    | 播但線 | 下行   | 寺前、和田山方向 | 進行列車交會時才使用此月台 |

## 使用狀況
根據「兵庫縣統計書」，2016年（平成28年）度1日平均乘車人次為241人。
以下為近年1日平均乘車人次列表。
| 年度   | 1日平均 乘車人次 |
| ------ | ---------------- |
| 2000年 | 357              |
| 2001年 | 353              |
| 2002年 | 329              |
| 2003年 | 327              |
| 2004年 | 320              |
| 2005年 | 313              |
| 2006年 | 306              |
| 2007年 | 293              |
| 2008年 | 297              |
| 2009年 | 277              |
| 2010年 | 264              |
| 2011年 | 258              |
| 2012年 | 254              |
| 2013年 | 250              |
| 2014年 | 225              |
| 2015年 | 235              |
| 2016年 | 241              |

## 車站周邊
- 市川町立鶴居小學
- 屋形郵局
- 市川（日语：市川 (兵庫県)）
- 國道312號（日语：国道312号）

## 相鄰車站
西日本旅客鐵道（JR西日本）
 播但線
甘地－鶴居－新野

## 注腳
1. 1 2 3 4 5 6 7 8 9 10  . 神戸新聞総合出版センター. 2011-12-15: 157. ISBN 9784343006028 （日语）.
2. ↑   (PDF) (新闻稿). 西日本旅客鉄道. 2015年12月18日  [2016-03-26]. （原始内容存档 (PDF)于2016-03-05） （日语）.
3. ↑  兵庫県統計書 （页面存档备份，存于）（日語）

## 外部連結
- 鶴居｜車站資訊：JR出門網 - 西日本旅客鐵道（日語）